# Wa-Staat
Koordinaten: 22° 10′ N, 99° 0′ O

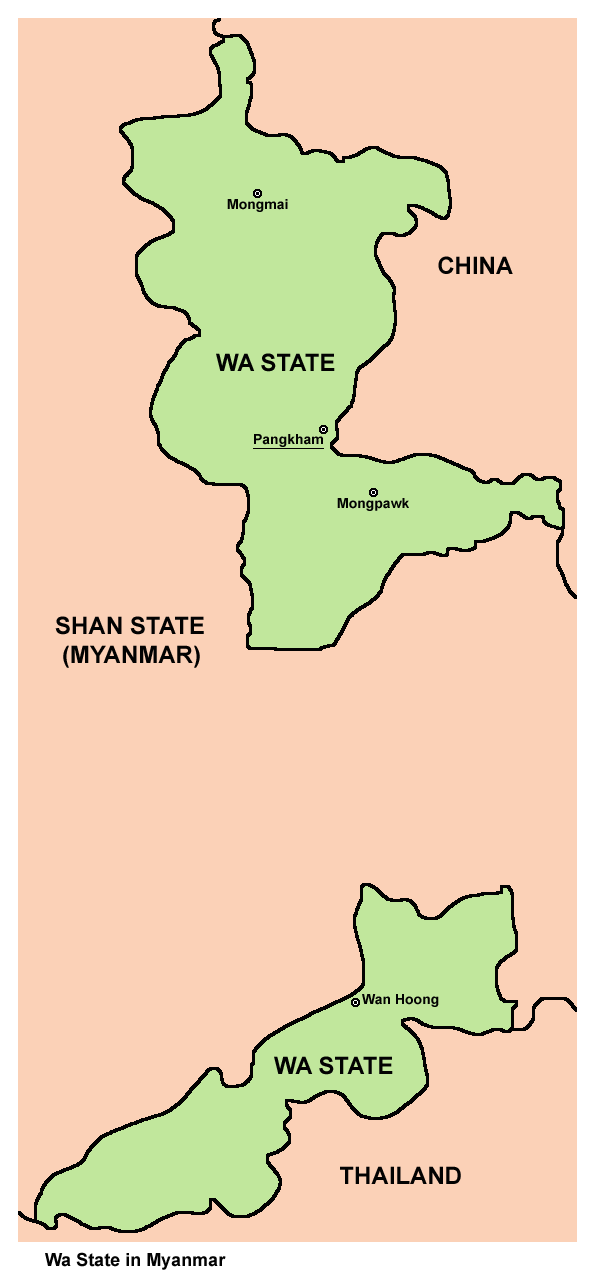
Karte

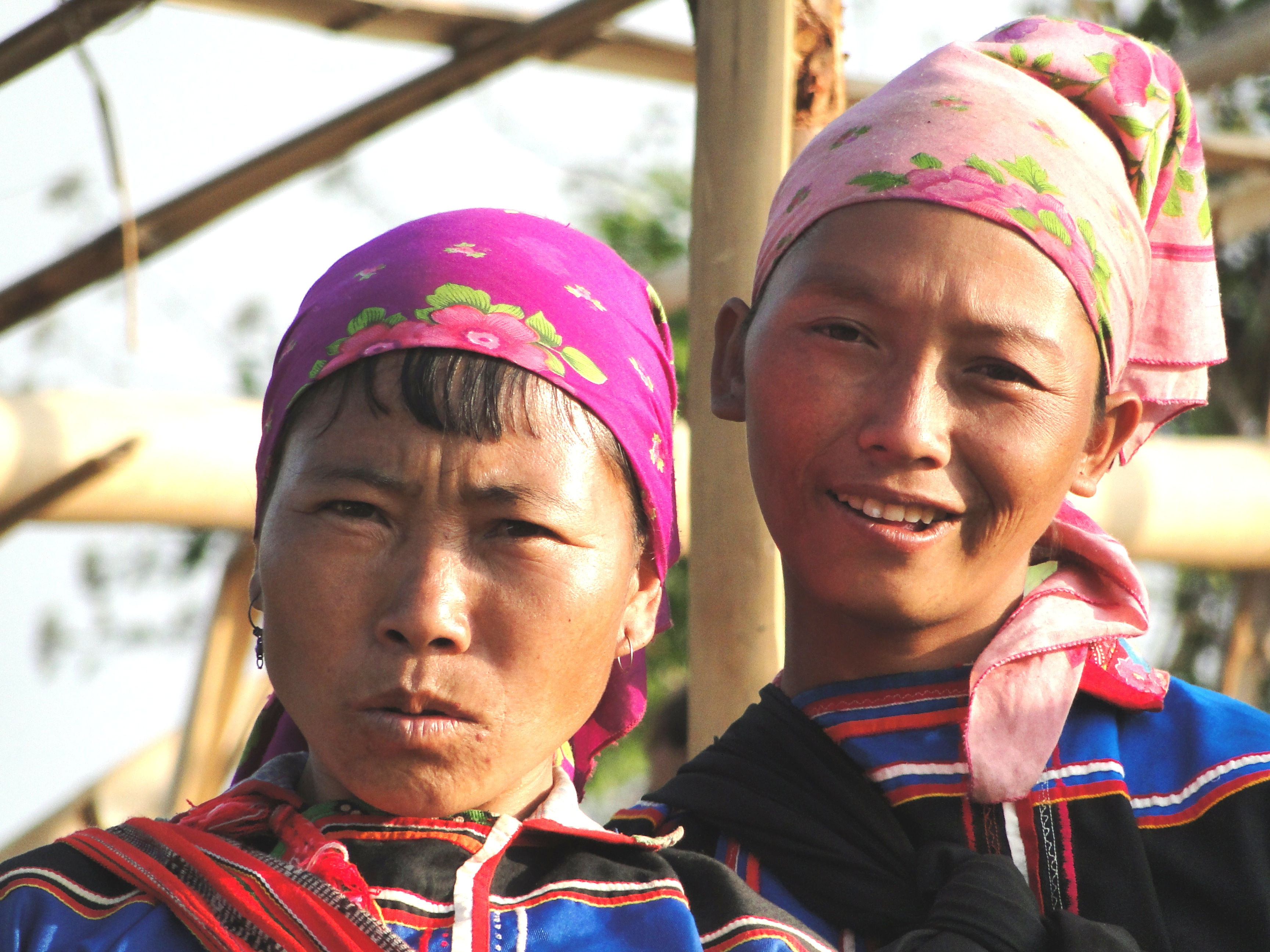
Der Wa-Staat wird mehrheitlich von der Ethnie der Wa bewohnt.

Der Wa-Staat (wa Mēng Vax, chinesisch 佤邦, Pinyin Wǎ Bāng, Shan: မိူင်းဝႃႉ Müang Waa) ist ein de facto autonomer, aber nicht offiziell anerkannter sozialistischer Staat in Myanmar. Offiziell war er bis 2010 ein Teil des Shan-Staats. Der offizielle Name der Zentralregierung war Special Region 2 des Shan-Staats. Seit 2010 wird das Gebiet von der Zentralregierung Wa Self-Administered Division genannt. Der Wa-Staat liegt an der Grenze zur chinesischen Provinz Yunnan. Die Hauptstadt ist Pangkham (邦康,  Bāngkāng, veraltend auch 邦桑,  Bāngsāng genannt). Er wird mehrheitlich vom Volk der Wa bewohnt.

## Politik und Gesellschaft
Der Wa-Staat entstand aus der Special Region 2 nach einem Waffenstillstand zwischen der United Wa State Army (UWSA) und der Militärregierung in Myanmar, dem Staatsrat für Frieden und Entwicklung, im Jahre 1989. Das Land wird von der sozialistischen United Wa State Party (UWSP) regiert. Der UWSP wurde in einem Vertrag weitestmögliche Autonomie zugesichert, solange keine neue Verfassung für Myanmar verabschiedet wird. Weiterhin besitzt der Wa-Staat mehrere Exklaven an der myanmarisch-laotischen Grenze und an der Grenze zu Thailand. Offizielle Sprachen sind Wa und Hochchinesisch. Sehr wenige Menschen sprechen Birmanisch. In den Schulen wird das Curriculum aus Yunnan, und nicht das aus Myanmar gelehrt. Durch eine Entscheidung der gegenwärtigen UWSP-Regierung sind Wa und Hochchinesisch die offiziellen Sprachen.
Das Rechtssystem im Wa-Staat basiert auf dem Zivilrechtssystem unter Bezugnahme auf die Gesetze Chinas. Es gibt jedoch immer noch Kampfsitzungen (公判大会), die in China abgeschafft wurden. Nach der Verurteilung zum Tode werden die Gefangenen direkt zum Hinrichtungsplatz geschickt.
Die am meisten praktizierte Religion, die dem Islam, dem Buddhismus und den Volksreligionen zahlenmäßig überlegen ist, ist das Christentum, obwohl es häufig zu harten Razzien seitens der säkularen Regierung kommt. Ein Beispiel dafür ist eine Kampagne gegen Kirchen, die nach 1992 gebaut wurden im September 2018.
Früher lebten bis zu 100.000 chinesische Staatsangehörige im Bundesstaat Wa, von denen viele geschäftlich tätig waren. Im Jahr 2021 befahl ihnen die chinesische Regierung, in ihre Heimat zurückzukehren um den angeblich von vielen von ihnen begangenen Online-Betrug zu bekämpfen. Der „Chinesen-Exodus“ hatte negative Auswirkungen auf die Wa-Wirtschaft.

## Politische Ämter
Der Präsident des Wa-Staats ist Bao Youxiang (鲍有祥), Gründer der UWSP. Chef-Administrator ist sein älterer Bruder Bao Youyü (鲍有宇). Für die Sicherheit des Landes ist ein anderer Bruder, Bao Youliang (鲍有良), zuständig.

## Drogenproblematik
Der Wa-Staat steht wie auch die benachbarte Special Zone 1, Kokang, eng im Zusammenhang mit der Opiumproduktion in Myanmar und wird oft als ein Land beschrieben, das von Drogenhändlern regiert wird. Dies behauptete die US-amerikanische Regierung zuletzt in den Jahren 2003 und 2005. Offiziell wurde der Wa-Staat 2005 von der UWSP zur „drogenfreien Zone“ erklärt und der Anbau von Opium verboten. Diese Maßnahme gilt nicht als unumstritten, selbst bei den Vereinten Nationen.

## Geographie und Wirtschaft

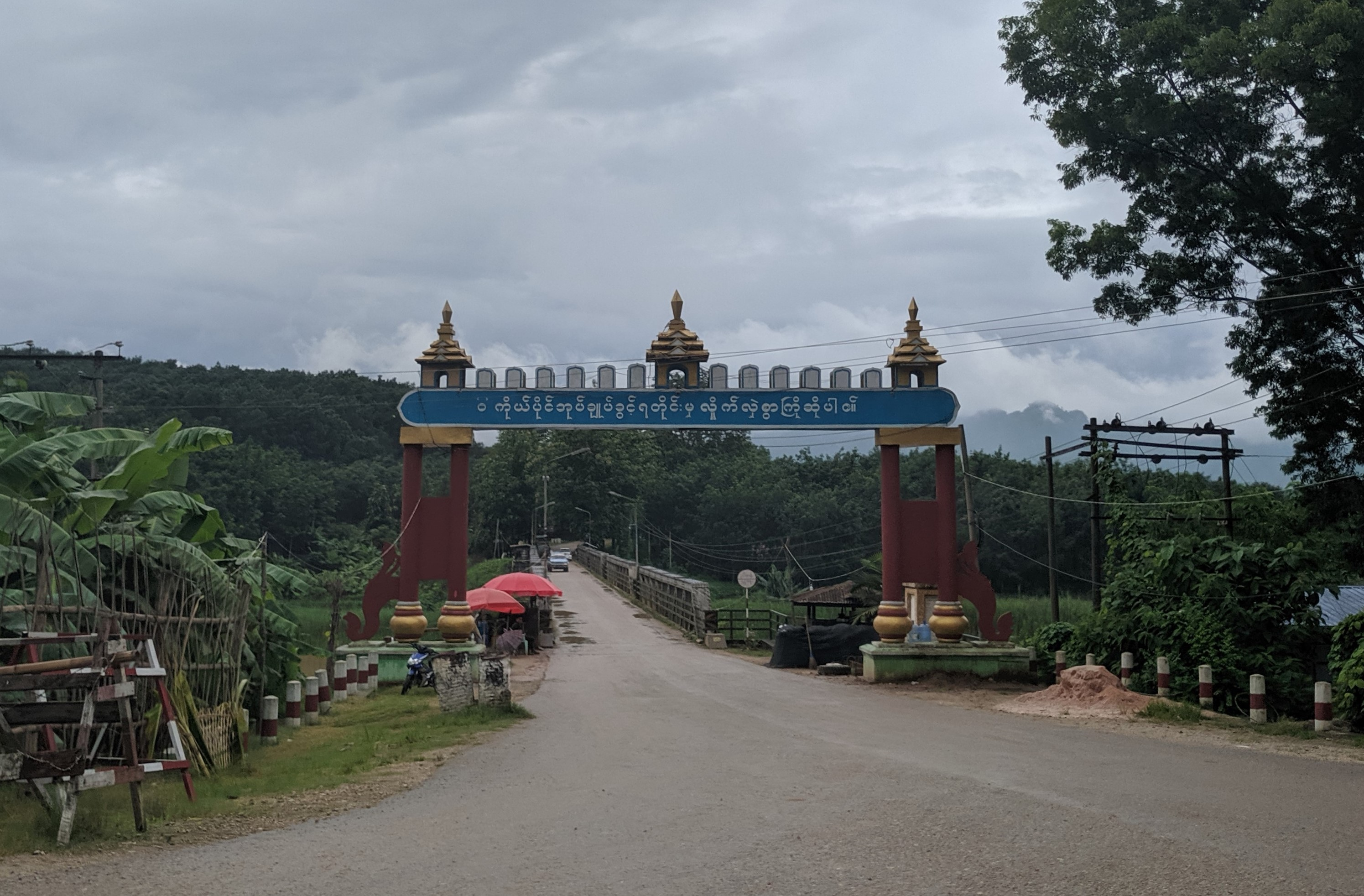
Grenzübergang zwischen der Wa Self-Administered Division und dem Shan-Staat

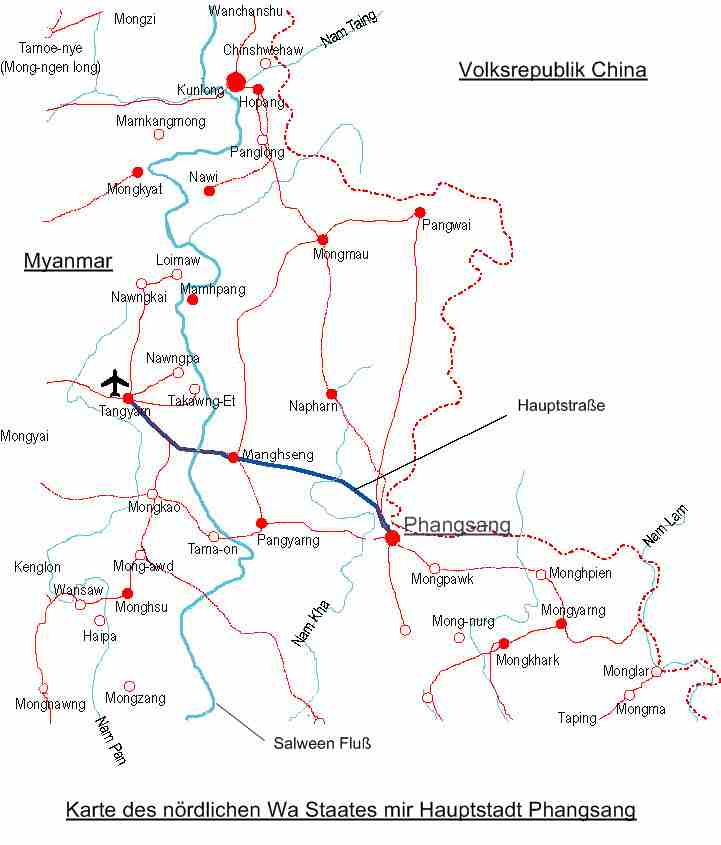
Karte des Wa-Staats mit Panghsang.

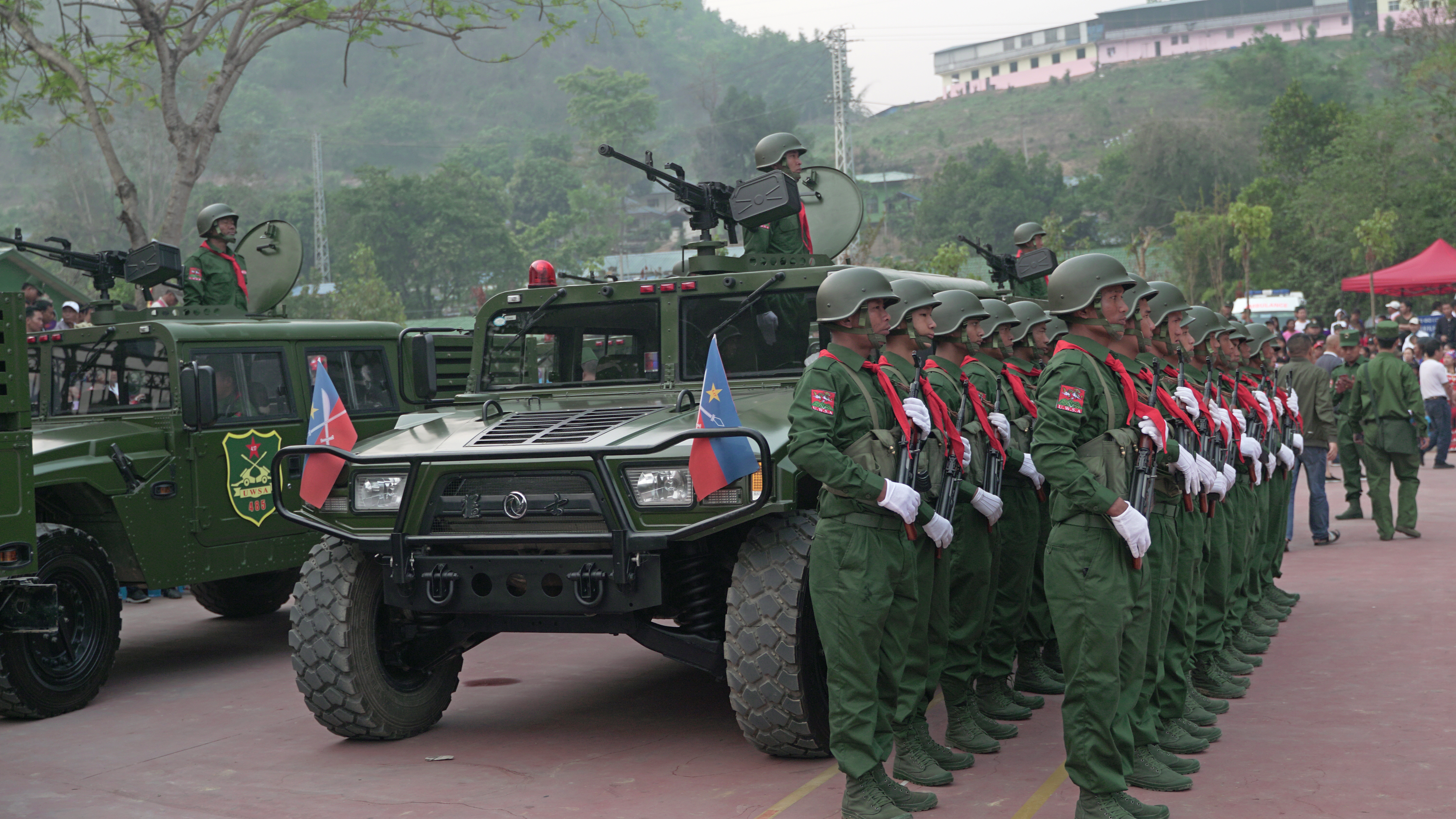
Kämpfer der UWSA, der Armee des Wa-Staats

Das Land bzw. die Special Region 2 des Shan-Staats liegt zwischen dem Saluen-Fluss und der Grenze zu China. Es ist in erster Linie gebirgig mit tiefen Tälern. Der Wa-Staat war in der Vergangenheit stark vom Opiumanbau, vom Handel mit Opium und der Produktion von Heroin abhängig. Seit einiger Zeit gibt es aber Bestrebungen, das zu ändern.
So wurden mit chinesischer Hilfe große Kautschukplantagen angelegt. China hilft auch beim Pflanzen von Tee. Durch die Umsiedlung von Einwohnern aus den Bergregionen in fruchtbare Täler sollen diese zur Kultivierung von Nassreis, Mais und Gemüse animiert werden. Der Wa-Staat ist wirtschaftlich stark von seinem chinesischen Nachbarn abhängig. China unterstützt den Wa-Staat finanziell, mit militärischen und zivilen Beratern sowie Waffen. Des Weiteren läuft ein Hilfsprogramm der Vereinten Nationen, um die Not der ehemaligen Opiumbauern zu lindern.
Eine der Haupteinnahmequellen des Wa-Staats ist der Abbau von Ressourcen wie Zinn, Zink, Blei und kleineren Mengen Gold. Die nachgewiesenen Zinnerzreserven des Wa-Staates belaufen sich auf mehr als 50 Millionen Tonnen, derzeit stammen 95 % der Zinnminenproduktion Myanmars von dort, rund ein Sechstel der Weltproduktion. Es gibt jedoch auch eine florierende Industrie rund um Sektoren wie Prostitution und Glücksspiel in der Hauptstadt Pangkham, die mit dem Tourismus aus China in Verbindung stehen, der vor der COVID-19-Pandemie florierte. Die Region konnte bis Juli 2021, einem der frühesten Daten der Welt, fast die gesamte Bevölkerung gegen das Virus impfen. Im Allgemeinen ist der Entwicklungsstand des Wa-Staats erheblich höher als der in den von der Regierung kontrollierten Gebieten Myanmars, was insbesondere für seine Hauptstadt gilt.

## Umsiedlungen
In den letzten Jahren sind Zehntausende Menschen (nach Angaben der Nationalen Entwicklungsorganisation von Lahu allein von 1999 bis 2001 125.933) aus dem nördlichen Wa-Staat und dem zentralen Shan-Staat in die südlichen Gebiete umgesiedelt, oft auf Druck der Wa-Regierung. Diese Aktionen sollten die Position der Wa-Regierung dort stärken, zumal das von allen Seiten von Bergen umgebene Mong Yawn-Tal ein strategisch wichtiger Ort ist. Wa-Menschen wurden auch von Dörfern auf Berggipfeln in die umliegenden Täler umgesiedelt, offiziell, um den Bewohnern eine Alternative zum Opiumanbau zu bieten. Nach der Umsiedlung erlaubte die Wa-Regierung ethnischen Wa-Siedlern jedoch, Opium für drei weitere Jahre anzubauen und frei zu verkaufen. Während der Umsiedlung wurden schwere Menschenrechtsverletzungen gemeldet und viele Menschen starben, etwa 10.000 allein während der Regenfälle im Jahr 2000, da die Wa-Siedler in den wärmeren südlichen Gebieten nicht an Tropenkrankheiten wie Malaria gewöhnt waren.
Die Ureinwohner der Gegend wurden von den Siedlern diskriminiert; ihre Habseligkeiten wurden von ihnen ohne Entschädigung beschlagnahmt. Es kommt zu vielen Missbräuchen, einschließlich der Versklavung derjenigen, die sich über die Wa-Regierung beschweren. Sie müssen mit angeketteten Beinen auf den Feldern arbeiten. Wenn eine Minderheitsperson den Herrschenden nicht genug Geld geben kann, können diese Kinder ab sieben Jahren als Soldaten an die United Wa State Army verkaufen. Aufgrund dieser harten Lebensbedingungen blieb vielen nichts anderes übrig, als ihre Heimatorte zu verlassen.

## Spannungen mit der Zentralregierung
Seit 2009 versucht die Regierung von Myanmar die bewaffneten Gruppen, die Waffenstillstandsvereinbarungen getroffen haben, in ihr Border Guard Forces Programm, kurz BGF, zu zwingen. Dabei soll die Befehlsgewalt dieser Gruppen an das Militär von Myanmar übergehen. Gruppen, die sich dem Border Guard Programm anschließen, wird eine weitgehende Autonomie in der neuen Verfassung versprochen.
Gruppen, die sich nicht in das Programm integrieren lassen wollen, sollten nach dem 24. April 2010 verboten werden. Das Militär droht mit einem bewaffneten Vorgehen gegen Gruppen, die sich weigern Teil des Militärs zu werden. Und das Militär hat ein Beispiel statuiert, indem es 2009 in die Special Region Nr. 1 Kokang einmarschiert ist. „In der Wa-Region in Myanmar (Birma) droht ein neuer Krieg zwischen Rebellen und Regierungstruppen“, stellte das Auswärtige Amt fest. Ein Gegenvorschlag der WA-Regierung, die zu einer friedlichen Lösung führen könnte, wurde von der Unions Regierung Anfang April abgelehnt. General Yawdserk von der Shan State Army-South, einer Rebellenarmee, die keinen Waffenstillstand mit der Regierung geschlossen hat, warnte am 27. April 2010, dass das BGF Programm Myanmar und den Wa-Staat in einen neuen Bürgerkrieg stürzen könnte. Auch eine Zusammenarbeit der UWSA mit der SSA-S ist nicht mehr auszuschließen.
Seit dem Militärputsch in Myanmar 2021 widersetzen sich die Wa der Regierung von Myanmar direkter. Sie wandten sich von ihrer ursprünglichen Strategie der „Vorwärtsverteidigung“, also nur kleinere regierungsfeindliche Kräfte militärisch zu unterstützen, die die Tatmadaw davon abhalten sollten, Waffenstillstände zu verletzen, ab, mit dem Ziel, ihren politischen und militärischen Einfluss auf Zentral-Myanmar auszudehnen.

## Gliederung

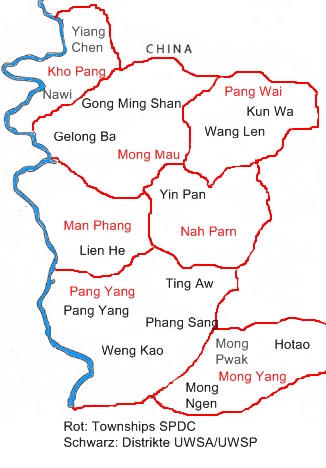
Distrikte des Wa-Staats

Der Wa-Staat umfasst sieben Bezirke (Townships) des Shan-Staats. Intern teilen die Verwaltungsbehörden des Wa-Staats ihr Gebiet in 15 Distrikte auf.
- Yiang-Chen-Distrikt, Bezirk Kho Pang
- Nawi-Distrikt, Bezirk Kho Pang
- Gong-Ming-Shan-Distrikt, Bezirk Mong Mau
- Gelong-Ba-Distrikt, Bezirk Mong Mau
- Kun-Ma-Distrikt, Bezirk Pang Wai
- Wang-Len-Distrikt, Bezirk Pang Wai
- Lien-He-Distrikt, Bezirk Man Phang
- Yin-Pan-Distrikt, Bezirk Nah Parn
- Pang-Yang-Distrikt, Bezirk Pang Yang
- Ting-Aw-Distrikt, Bezirk Pang Yang
- Weng-Kao-Distrikt, Bezirk Pang Yang
- Pangh-Sang-Distrikt, Bezirk Pang Yang
- Mong-Pawk-Distrikt, Bezirk Mong Yang
- Mong-Ngen-Distrikt, Bezirk Mong Yang
- Hotao-Distrikt, Bezirk Mong Yang